# Ахеруярв
А́херуярв (устар. Ахеро-ярви; эст. Aheru järv) или Ка́нтиярв (эст. Kandsi järv) — пресноводное озеро на юге Эстонии в уезде Валгамаа в волости Тахева. В 3,5 км к западу от озера находится деревня Койккюла. Иногда озеро также называют озером Сууръярв (эст. Suurjärv).
Площадь составляет около 2,34 км² (по другим данным — 2,325 км²). Высота над уровнем моря 69,3 м. Средняя глубина 3,4 м, наибольшая — 7,4 м (по другим данным — 4,5 м). Объём озера — 7,956 млн м³. Дно озеро преимущественно песчаное, местами каменистое, перекрытое илистыми отложениями, мощность которых может достигать 1—2 м. В озере водятся лещ, судак, щука, окунь, плотва и линь.
Из озера вытекает один из правых притоков Гауи.